# Blätter für Musik, Theater und Kunst
Die Blätter für Musik, Theater und Kunst waren eine österreichische Wochenzeitung zum Thema Kunst, die zwischen 1855 und 1873 in Wien erschien.
Die Zeitung erschien ein- bis zweimal wöchentlich, bis 1865 war sie mit Notenbeilagen versehen. Leopold Alexander Zellner gründete die Zeitschrift im Februar 1855 und leitete sie bis einschließlich März 1869. Danach übergab er die Redaktion im April an Ludwig Oppenheimer, blieb aber Eigentümer des Blattes. Die 20 Jahrgänge erschienen unter den wechselnden Titeln Blätter für Musik, Theater und Kunst (1855 bis 1860), Blätter für Theater, Musik und Kunst (1861 bis 1865), Zellner’s Blätter für Theater, Musik und bildende Kunst (1866 bis 1869), Blätter für Theater, Musik und Kunst (1869 bis 1874). Im Jahr 1874 ging die Zeitschrift in der Deutschen Musik-Zeitung auf.